# Centrale solaire photovoltaïque de Kamuthi
La centrale solaire photovoltaïque de Kamuthi est une centrale solaire située  à Kamuthi, à 90 km de Madurai, dans l’état du Tamil Nadu, en Inde. La centrale est détenue par Adani Power.
Avec une capacité de production de 648 MW sur un site unique la centrale est considérée à sa mise en service comme la plus grande centrale solaire photovoltaïque au monde sur un même site. Elle a été mise en service le 21 septembre 2016. Elle est constituée de 2 500 000 modules solaires, 576 onduleurs, 154 transformateurs et près de 7 500 km de câbles,,.